# Titanijum tetrajodid
Titanijum tetrajodid je neorgansko jedinjenje sa formulom TiI4. On je redak binarni metalni jodid, koji se sastoji od izolovanih molekula sa tetraedralnim Ti(IV) centrima. Usled njegovog molekulskog karaktera, TiI4 se može destilovati bez razlaganja u atmosferi. Ova osobina je osnova Van Arkelovog procesa za prečišćavanje titanijum. Razlike u tačkama topljenja između TiCl4 (-24 °) i 4 (150 °) su uporedive sa razlikama tački topljenja 4 (-23 °) i 4 (168 °), što je posledica jačeg međumolekulskog van der Valsovog vezivanja u jodidima.

## Proizvodnja
Tri metoda su poznata:
Iz elementa, tipično koristeći peć na 425 °:
This reaction can be reversed to produce highly pure films of Ti metal.
Reakcija razmene titanijum tetrahlorida i HI.
Oksido-jodna razmena sa aluminijum jodidom.

## Reakcije
Poput TiCl4 i 4, 4 formira adukte sa Luisovim bazama. On se isto tako može redukovati. Kad se redukcija izvodi u prisustvu Ti metala, dobijaju se polimerni Ti(III) i Ti(II) derivati kao što su  i lanac CsTiI3, respektivno. U rastvoru  manifestuje reaktivnost ka alkenima i alkinima, te proizvodi organojodne derivate.